# Tomasz Morosini
Tomasz Morosini (zm. w czerwcu 1211 w Salonikach) – łaciński patriarcha Konstantynopola w latach 1204–1211.
Tomasz Morosini został wybrany na łacińskiego patriarchę Konstantynopola wkrótce po koronacji cesarza Baldwina I, która nastąpiła 16 maja 1204. W chwili wyboru przebywał on w Wenecji i posiadał tylko święcenia subdiakonatu. Wstępne papieskie zatwierdzenie nastąpiło dopiero 29 stycznia 1205. Po obietnicy Wenecji respektowania praw papiestwa w Konstantynopolu Morosini został wyświęcony na diakona (5 marca 1205), następnie na kapłana (26 marca 1205) i na biskupa (27 marca 1205). 30 marca 1205 otrzymał godność patriarchy. Morosini przybył do Konstantynopola w lipcu 1205. 20 sierpnia 1206 koronował na cesarza Henryka Flandryjskiego. Sprawując urząd patriarchy Morosini kierował się interesami Wenecji.